# 木の葉落とし (マニューバ)
木の葉落とし（ことはおとし）は、空中戦闘機動の一つで、零式艦上戦闘機のお家芸といわれた。

## 概要
敵機に背後につかれた状態から急上昇し、意図的に失速状態を起こす。
失速した自機を敵機が追い越したところで、慣性による姿勢制御で失速状態から回復。相手の目をくらましつつ背後に回りこむ機動である。
その際の挙動が、さながらヒラヒラと舞い落ちる木の葉の様に見えたことから名付けられたと思われる。
当時の敵機が大型機だったことに対し、小型で機動性に優れた零戦ならではの戦術と言える。失速状態からの姿勢制御は、軽量で操作性に優れた零戦なればこその機動と言えよう。
しかしながら、零戦搭乗員の手記でも木の葉落としを否定する記述が見られる一方、零戦の開発チームの一人産田健一郎は生前木の葉落としは可能であったと語っているとされるなど、実在した機動なのかは不明であるが、フィクション作品においては登場することも多い。
曲技飛行の演目の一つであるハンマーヘッドは、垂直上昇中に推力を徐々に落とすことで、機首を上に向けたまま減速・空中静止し真横に失速反転して垂直に降下する技であり、機首が上に向いた直後に失速反転し素早く水平飛行に移るアレンジもある。軽量な機体に高出力のエンジンを搭載し推力重量比が1を超える曲技機であれば可能である。

## 登場する作品
- ファントム無頼 - 作中で零戦が登場した際に行った他、F-4EJで行う描写もある。
- さらばラバウル - 劇中の零戦の機動で、木の葉落としとおぼしき描写がある。
- D-LIVE!! - 作中で零戦が登場した際に行う描写がある。
- 電波教師 - 作中で零戦が登場した際に行う描写がある。
- 荒野のコトブキ飛行隊 - 最終回で主人公が最後の攻撃に使った機動が木の葉落としと見られる。主人公の乗る機体は隼であったが、師匠が零戦乗りであった。